# Palette Recordings
Palette Recordings est un label américain de musique électronique basé à San Francisco, créé en 1996 par John Tejada. 

## Histoire
Palette est créé en 1996 par le compositeur de musique électronique John Tejada. À l'origine, le label était destiné uniquement à publier les œuvres de ce dernier ainsi que des remixes de ses morceaux réalisés par des musiciens tels que Daniel Bell, Titonton Duvante, Klute, Dominick Martin, et Dan Curtin. Néanmoins, la vocation de Palette s'est quelque peu élargie et le label publie dorénavant les travaux de deux autres artistes, amis et collaborateurs musicaux de longue date de John Tejada : Arian Leviste et Justin Maxwell.